# エレキコミックと折原みかのガツガツホームラン
『エレキコミックと折原みかのガツガツホームラン』は、GyaOの中のGyaOジョッキーで生放送されているバラエティ番組。2008年7月1日から放送開始。前番組『エレキコミックのわらブロジョッキー』GyaOジョッキー閉局とともに番組終了する。

## 出演者
- エレキコミック
- 折原みか
- 代理出演 - カオポイント(エレキコミックの代理) / 神田茉里奈(折原みかの代理)

## 概要
- エレキコミックが折原みかを弄ぶことが多くそれにチャッターも乗っかることがある。
- 前半の殆どがフリートークで占められチャットに絡まないことが多いため不満の書き込みが出ることがある。

## エピソード
- 新番組名をチャットで募集した際、「ランニングホームラン王」と「ガツガツ君」がフィーチャーされ、最終的にやついが何気なく言った「ガツガツホームラン」がおりりんビームで採択された。当初、折角なので「折原みか」も入れようとしていたが、ついでにマスコットキャラを作ろうと採用された折原のデザイン画には「エレコミのガツガツホームラン」と書いていた為にそれが正式表記となってしまった。暫くして折原の載る雑誌記事に「エレキコミックと折原みかの…」と書かれていたと言う事でエレコミに相談し折原の名前も入れる様になった。
- 第24回の2008年最後の放送では折原が今まで行ったゲームの負け分をまとめて罰ゲームとして番組中にドン・キホーテに自費で視聴者向けプレゼントを買うパシリをする。チャットで欲しい品目を募集しエレコミが電話で伝える事になり折原自身が表紙の雑誌(コンビニ)とTENGA、アダルトDVDを指定した。だがAVコーナーに入れず入浴剤に変更され、更には店員に「テンガってどこですか？」と聞くも何故か「ピンク色のジェンガ」を間違って購入しエレコミや視聴者の思惑と外れ落胆し残念な結果となる。後に折原は、ケンドーコバヤシの影響でTENGAがどういうものかわかっていたが、店員が勘違いしてくれたおかげで助かったと語っている。
- テコ入れアイドル(テコドル)と言う称号で前番組から参加した折原だが初掲載された雑誌がその号で休刊すると判明した以降は「終わらせるアイドル(おわドル)」という称号に変わった。
- 折原はFXのバトル企画にも参加している事もあり金銭トークでは生き生きとする。
- 折原の水着は昼限定(9時-5(17)時)なのでジョッキーでの水着出演は無理らしい。
- 2009年4月1日、折原のブログで「実は昨日でGyaOジョッキー最終回でした。ありがとうございました。」と突然報告した。これはエイプリルフールネタだったのだが折原の独断で嘘を匂わせる言葉もなかったため事務所スタッフも慌てふためく事となる。翌日「うっそぴょ〜ん」と投稿するもマネージャには「この(番組改編の)ナイーブな時期にやめなさい!」と叱られた。写真にはエレキコミックもピースをして写っており彼らにも影響を与えたようである。- 記事

## 放送リスト
| 放送回 | 放送日         | コーナー                                                                                           |
| 第1回  | 2008年7月1日   | - 番組名を決めよう                                                                                 |
| 第2回  | 2008年7月8日   | - 妄想キャスティング                                                                               |
| 第3回  | 2008年7月15日  | - 妄想キャスティング                                                                               |
| 第4回  | 2008年7月22日  | - 妄想キャスティング                                                                               |
| 第5回  | 2008年7月29日  | - 妄想キャスティング                                                                               |
| 第6回  | 2008年8月5日   | - 妄想キャスティング                                                                               |
| 第7回  | 2008年8月12日  | - 妄想キャスティング                                                                               |
| 第8回  | 2008年8月19日  | - 妄想キャスティング                                                                               |
| 第9回  | 2008年8月26日  | - 小林少年の名前簿                                                                                 |
| 第10回 | 2008年9月2日   | - 妄想キャスティング                                                                               |
| 第11回 | 2008年9月9日   | - 妄想キャスティング                                                                               |
| 第12回 | 2008年9月16日  | - 福嗣君見ました                                                                                   |
| 第13回 | 2008年9月30日  | - 妄想キャスティング                                                                               |
| 第14回 | 2008年10月7日  | - 福嗣君見ました - ♪なんでも紅白歌合戦                                                             |
| 第15回 | 2008年10月14日 | - ♪なんでも紅白歌合戦                                                                              |
| 第16回 | 2008年10月21日 | - ♪なんでも紅白歌合戦                                                                              |
| 第17回 | 2008年10月28日 | - ♪なんでも紅白歌合戦                                                                              |
| 第18回 | 2008年11月4日  | - ♪なんでも紅白歌合戦                                                                              |
| 第19回 | 2008年11月11日 | - ♪なんでも紅白歌合戦                                                                              |
| 第20回 | 2008年11月18日 | - ♪なんでも紅白歌合戦                                                                              |
| 第21回 | 2008年11月25日 | - ♪なんでも紅白歌合戦                                                                              |
| 第22回 | 2008年12月2日  | - ♪なんでも紅白歌合戦                                                                              |
| 第23回 | 2008年12月9日  | - ♪なんでも紅白歌合戦                                                                              |
| 第24回 | 2008年12月16日 | - ♪なんでも紅白歌合戦の罰ゲーム「おりりんパシリ」                                                  |
| 第25回 | 2008年1月6日   | - 武器ジェネやつい大王を倒せ!!                                                                     |
| 第26回 | 2009年1月13日  | - 武器ジェネやつい大王を倒せ!!                                                                     |
| 第27回 | 2009年1月20日  | - 妄想ブログ                                                                                       |
| 第28回 | 2009年1月27日  | - 妄想ブログ                                                                                       |
| 第29回 | 2009年2月3日   | - おりりんの似顔絵募集コーナー - 妄想ブログ                                                        |
| 第30回 | 2009年2月10日  | - おりりんの似顔絵募集コーナー - 妄想ブログ                                                        |
| 第31回 | 2009年2月17日  | - おりりんの似顔絵募集コーナー - 妄想ブログ                                                        |
| 第32回 | 2009年2月24日  | - おりりんの似顔絵募集コーナー - 妄想ブログ                                                        |
| 第33回 | 2009年3月3日   | - おりりんの似顔絵募集コーナー - 妄想ブログ                                                        |
| 第34回 | 2009年3月10日  | - おりりんの似顔絵募集コーナー - 大喜利「新しいオカマタレントのキラーフレーズ」                    |
| 第35回 | 2009年3月17日  | - おりりんの似顔絵募集コーナー - 大喜利「おりりんのCD発売イベントでのキャッチコピー」              |
| 第36回 | 2009年3月24日  | - おりりんの似顔絵募集コーナーFinal                                                                |
| 第37回 | 2009年3月31日  | - 大喜利「上司にしたい芸能人は?」 - 折原…堤真一 - やつい…竹下景子                                  |
| 第38回 | 2009年4月7日   | - 大喜利「おりりんのCDイベントでのキャッチコピー」                                                 |
| 第39回 | 2009年4月14日  | - 利きコーヒー                                                                                     |
| 第40回 | 2009年4月21日  | - 森田健作千葉県知事の似顔絵 - おりりんの新曲を考えよう 「おりりんの次に出すであろうCDのタイトル」 |
| 第41回 | 2009年4月28日  | - ユリオカ超特Qさんの似顔絵 - バニラビーンズの宣伝(映画「腐女子彼女。」について)                   |
| 第42回 | 2009年5月12日  | - ユリオカ超特Qさんの似顔絵 - おりりんの新曲を考えよう 「新曲のCDのジャンルや方向性」              |
| 第43回 | 2009年5月19日  | 氏神一番主演「カブキングZ」の宣伝など。                                                            |
| 第44回 | 2009年5月26日  | - ユリオカ超特Qさんの似顔絵 - おりりんの新曲を考えよう                                             |
| 第45回 | 2009年6月2日   | - おりりんの新曲を考えよう                                                                         |
| 第46回 | 2009年6月9日   | - ユリオカ超特Q生登場。 あの事件の真相を語った。 その他いろんな話を聞いた。                        |
| 第47回 | 2009年6月16日  | - おりりんのPOP裁判 - おりりんの新曲を考えよう                                                     |
| 第48回 | 2009年6月23日  | - おりりんのエレコミのイベントずる休み疑惑裁判 - 擬音祭                                            |
| 第49回 | 2009年6月30日  | - 擬音祭                                                                                           |
| 第50回 | 2009年7月7日   | - ○○喜利 プロローグ                                                                                |
| 第51回 | 2009年7月14日  | - ○○喜利                                                                                           |
| 第52回 | 2009年7月21日  | - ○○喜利                                                                                           |
| 第53回 | 2009年7月28日  | - ○○喜利                                                                                           |
| 第54回 | 2009年8月4日   | - ○○喜利                                                                                           |
| 第55回 | 2009年8月11日  | - カオポイント石橋による「モテ検定」 - ○○喜利                                                      |
| 第56回 | 2009年8月18日  | - 番組をウィキペディアを参考に振りかえろう                                                         |
| 最終回 | 2009年8月25日  | - 最終回、番組をふりかえっていこう。 - コーナー:みんなにとってのガツホーとは                       |

※放送回は修正済み
GyaOジョッキー閉局とともに番組終了する。

## コーナー

### 非対決系

#### 小林少年の名前簿
- 第9回放送(2008年8月26日) - お題:新しいお茶のネーミング(答え:NASAで開発したお茶)

#### 福嗣君見ました
- 2008年9月16日:募集をかけたが選ばず。
- 2008年10月7日:トレーディングカードのための写真撮影。

#### 妄想ブログ
- もし有名人・著名人がブログを作ったらどんなタイトルになるか？(アニメ・漫画等含む)

#### 似顔絵募集のコーナー
- 折原が以前に似顔絵描きの人に「顔に特徴がなく描けない」と言われた話をした所、視聴者から折原の似顔絵を募集する事になる。想像より巧い作品が多く番組ステッカーのデザインになった。
- その後、チャッターが似顔絵を描くのがうまいということで別な人を書いてもらうことになった。
  - 1人目:森田健作
  - 2人目:ユリオカ超特Q

#### おりりんの新曲を考えよう
おりりんが次だすであろう新曲をみんなで考えていくコーナー
- タイトル「香る指輪」・「おりりん音頭」(2009/5/12の放送でいいなと語っていた。)
- 「麻雀天国」の歌詞を考えよう
- 「おら東京さいくだ」の替え歌を考えよう。

#### 擬音祭
不良がやったらどうなるかを考えるコーナー
- 不良のニワトリの鳴き方
- 不良の飲み物の飲み方
- 不良のカメラのきり方

### 対決系

#### 妄想キャスティング
| 第○回  | 放送日        | お題                                             | 登場人物                                                                                                   | 俳優名 |
| 第1回  | 2008年7月8日  | 「北斗の拳」                                     | ケンシロウ ラオウ トキ アミバ ユリア リン バット ハート レイ                                               | 吉川晃司 G.G.佐藤(埼玉西武ライオンズ) 浅野忠信 やついいちろう 滝川クリステル 折原みか 小池徹平 脇知弘 岩隈久志(東北楽天ゴールデンイーグルス)                                             |
| 第2回  | 2008年7月15日 | 「新世紀エヴァンゲリオン」                       | 綾波レイ 碇シンジ 惣流・アスカ・ラングレー 葛城ミサト 渚カヲル 赤木リツコ 碇ゲンドウ 使徒 初号機 弐号機    | 堀北真希 神木隆之介 田中麗奈 篠原涼子 藤原竜也 神田茉里奈 阿部寛 折原みか 江頭2:50 岩隈久志(東北楽天)                                                                                    |
| 第3回  | 2008年7月22日 | 「こちら葛飾区亀有公園前派出所」                 | 両津勘吉 中川圭一 秋本・カトリーヌ・麗子 大原大次郎                                                        | ゴリ(ガレッジセール) ダルビッシュ有(北海道日本ハムファイターズ) 森泉 小野武彦 |
| 第4回  | 2008年7月29日 | 「ONE PIECE」                                    | モンキー・D・ルフィ ロロノア・ゾロ ナミ ウソップ サンジ トニートニー・チョッパー                           | 小池徹平 中田英寿 折原みか やついいちろう 今立進 CG |
| 第5回  | 2008年8月5日  | 「天才バカボン」                                 | バカボンのパパ バカボン バカボンのママ ハジメちゃん レレレのおじさん 目ン玉つながりのお巡りさん ウナギイヌ | 北野武 山田花子 黒木瞳 爆笑問題 高木晋哉(ジョイマン) 寺門ジモン 折原みか |
| 第6回  | 2008年8月12日 | 「北の国から2008」                               | 黒板 五郎 黒板 純 黒板 蛍 北村草太 中畑和夫 宮前 雪子                                                      | 草彅剛 前田旺志郎 奈良柚莉愛?大橋のぞみ?(ポニョの子) 大泉洋（TEAM NACS） ユースケ・サンタマリア 竹内結子                                                                                 |
| 第7回  | 2008年8月19日 | 「ルパン三世」                                   | ルパン三世 次元大介 石川五ェ門 峰不二子 銭形警部                                                           | 甲本ヒロト 真島昌利 CHAR 杏子 大友康平 |
| 第8回  | 2008年9月2日  | 「サザエさん」(ケイダッシュタレント縛り)         | フグ田サザエ 磯野カツオ 磯野ワカメ フグ田マスオ 磯野波平 磯野フネ タマ                                     | 相沢真紀 元木大介 押切もえ 大鶴義丹 堺正章 原口あきまさ 前田健 |
| 第9回  | 2008年9月9日  | 「ゲゲゲの鬼太郎」(サンミュージックタレント縛り) | 鬼太郎 目玉おやじ 砂かけ婆 子泣き爺 ねずみ男 猫娘 一反木綿 ぬりかべ                                        | ぶっちゃあ(ブッチャーブラザーズ) リッキー(ブッチャーブラザーズ) 鳥居みゆき 岩見よしまさ(飛石連休) 藤井宏和(飛石連休) ベッキー 鍛治輝光(さくらんぼブービー) サンミュージック会長 相澤秀禎 |
| 第10回 | 2008年9月30日 | 「アンパンマン」                                 | アンパンマン ジャムおじさん カレーパンマン しょくぱんまん メロンパンナ ばいきんまん ドキンちゃん           | 落合福嗣 J.S.バッハ おくまん(カオポイント) 小池徹平 折原みか やついいちろう スザンヌ |

#### ♪なんでも紅白歌合戦
- チャッター提案方式

| 第○回 | 放送日         | お題                                       | 白組                                                                  | 紅組                                                                    |
| 第1回 | 2008年10月7日  | 「喧嘩が強そうな人」                       | 1. 押尾学 2. 寺門ジモン 3. スマイリーキクチ 4. 福留福嗣 5. ムツゴロウ | 1. イルカ 2. 海川ひとみ 3. 瀬川瑛子 4. 萬田久子 5. 松島トモ子           |
| 第2回 | 2008年10月14日 | 「運動会でハッスルしそうな人(リレー競技)」 | 1. 高見沢俊彦 2. 秋川雅史 3. CHAGE 4. グッチ裕三 5. 桑野信義          | 1. リサ・ステッグマイヤー 2. 鈴木蘭々 3. misono 4. 榎本加奈子 5. イルカ |
| 第3回 | 2008年10月21日 | 「災害の時に大活躍しそうな人」             | 1. オスマン・サンコン 2. 猫ひろし 3. 草野仁 4. 北島三郎 5. 石原軍団   | 1. 中川翔子 2. 折原みか 3. 江角マキコ 4. セリーヌ・ディオン 5. AKB48    |

- 対決方式 (審判:チャッター)

| 第○回                           | 日付           | ○回戦                                                                      | ランク                                                                     | 白組(やついいちろう)                                                       | ○&×&△                                                                      | ‐                                                                          | ○&×&△                                                                      | 紅組(折原みか)                                                             | ランク                                                                     | 勝者                                                                       | 最終結果                                                                   |
| 第1回                           | 2008年10月28日 | お題「遠足のバスで酔いそうな人」                                           | お題「遠足のバスで酔いそうな人」                                           | お題「遠足のバスで酔いそうな人」                                           | お題「遠足のバスで酔いそうな人」                                           | お題「遠足のバスで酔いそうな人」                                           | お題「遠足のバスで酔いそうな人」                                           | お題「遠足のバスで酔いそうな人」                                           | お題「遠足のバスで酔いそうな人」                                           | お題「遠足のバスで酔いそうな人」                                           | お題「遠足のバスで酔いそうな人」                                           |
| 第1回                           | 2008年10月28日 | 1回戦                                                                      | 先鋒                                                                       | 有野晋哉(よゐこ)                                                           | ○                                                                          | -                                                                          | ×                                                                          | 山瀬まみ                                                                   | 先鋒                                                                       | 有野晋哉                                                                   | 引き分け                                                                   |
| 第1回                           | 2008年10月28日 | 2回戦                                                                      | 先鋒                                                                       | 有野晋哉(よゐこ)                                                           | ○                                                                          | -                                                                          | ×                                                                          | misono                                                                     | 次鋒                                                                       | 有野晋哉                                                                   | 引き分け                                                                   |
| 第1回                           | 2008年10月28日 | 3回戦                                                                      | 先鋒                                                                       | 有野晋哉(よゐこ)                                                           | ×                                                                          | -                                                                          | ○                                                                          | AKB48                                                                      | 中堅                                                                       | AKB48                                                                      | 引き分け                                                                   |
| 第1回                           | 2008年10月28日 | 4回戦                                                                      | 次鋒                                                                       | 武田真治                                                                   | △                                                                          | -                                                                          | △                                                                          | AKB48                                                                      | 中堅                                                                       | -                                                                          | 引き分け                                                                   |
| 第1回                           | 2008年10月28日 | 5回戦                                                                      | 中堅                                                                       | マイケル・ジャクソン                                                       | ×                                                                          | -                                                                          | ○                                                                          | イルカ                                                                     | 副将                                                                       | イルカ                                                                     | 引き分け                                                                   |
| 第1回                           | 2008年10月28日 | 6回戦                                                                      | 副将                                                                       | CHAGE                                                                      | △                                                                          | -                                                                          | △                                                                          | イルカ                                                                     | 副将                                                                       | -                                                                          | 引き分け                                                                   |
| 第1回                           | 2008年10月28日 | 7回戦                                                                      | 大将                                                                       | 福留福嗣                                                                   | △                                                                          | -                                                                          | △                                                                          | 泰葉                                                                       | 大将                                                                       | -                                                                          | 引き分け                                                                   |
| 第2回                           | 2008年11月4日  | お題「宇宙人そうな人」                                                     | お題「宇宙人そうな人」                                                     | お題「宇宙人そうな人」                                                     | お題「宇宙人そうな人」                                                     | お題「宇宙人そうな人」                                                     | お題「宇宙人そうな人」                                                     | お題「宇宙人そうな人」                                                     | お題「宇宙人そうな人」                                                     | お題「宇宙人そうな人」                                                     | お題「宇宙人そうな人」                                                     |
| 第2回                           | 2008年11月4日  | 1回戦                                                                      | 先鋒                                                                       | 尾美としのり                                                               | ○                                                                          | -                                                                          | ×                                                                          | 小倉優子                                                                   | 先鋒                                                                       | 尾美としのり                                                               | 白組                                                                       |
| 第2回                           | 2008年11月4日  | 2回戦                                                                      | 先鋒                                                                       | 尾美としのり                                                               | ○                                                                          | -                                                                          | ×                                                                          | 松島トモ子                                                                 | 次鋒                                                                       | 尾美としのり                                                               | 白組                                                                       |
| 第2回                           | 2008年11月4日  | 3回戦                                                                      | 先鋒                                                                       | 尾美としのり                                                               | △                                                                          | -                                                                          | △                                                                          | AKB48                                                                      | 中堅                                                                       | -                                                                          | 白組                                                                       |
| 第2回                           | 2008年11月4日  | 4回戦                                                                      | 次鋒                                                                       | 山口良一                                                                   | ×                                                                          | -                                                                          | ○                                                                          | 黒柳徹子                                                                   | 副将                                                                       | 黒柳徹子                                                                   | 白組                                                                       |
| 第2回                           | 2008年11月4日  | 5回戦                                                                      | 中堅                                                                       | 高見沢俊彦                                                                 | ○                                                                          | -                                                                          | ×                                                                          | 黒柳徹子                                                                   | 副将                                                                       | 高見沢俊彦                                                                 | 白組                                                                       |
| 第2回                           | 2008年11月4日  | 6回戦                                                                      | 中堅                                                                       | 高見沢俊彦                                                                 | △                                                                          | -                                                                          | △                                                                          | イルカ                                                                     | 大将                                                                       | イルカ                                                                     | 白組                                                                       |
| 第2回                           | 2008年11月4日  | 7回戦                                                                      | 副将                                                                       | 福留福嗣                                                                   | △                                                                          | -                                                                          | △                                                                          | イルカ                                                                     | 大将                                                                       | -                                                                          | 白組                                                                       |
| 第2回                           | 2008年11月4日  | ちなみに、白組大将は筧利夫だった。                                         |                                                                            |                                                                            |                                                                            |                                                                            |                                                                            |                                                                            |                                                                            |                                                                            |                                                                            |
| 第3回                           | 2008年11月11日 | お題「パーティーに招待されてないのにちゃっかり来そうな人」                 | お題「パーティーに招待されてないのにちゃっかり来そうな人」                 | お題「パーティーに招待されてないのにちゃっかり来そうな人」                 | お題「パーティーに招待されてないのにちゃっかり来そうな人」                 | お題「パーティーに招待されてないのにちゃっかり来そうな人」                 | お題「パーティーに招待されてないのにちゃっかり来そうな人」                 | お題「パーティーに招待されてないのにちゃっかり来そうな人」                 | お題「パーティーに招待されてないのにちゃっかり来そうな人」                 | お題「パーティーに招待されてないのにちゃっかり来そうな人」                 | お題「パーティーに招待されてないのにちゃっかり来そうな人」                 |
| 第3回                           | 2008年11月11日 | 1回戦                                                                      | 先鋒                                                                       | 松尾伴内                                                                   | △                                                                          | -                                                                          | △                                                                          | 大林素子                                                                   | 先鋒                                                                       | -                                                                          | 白組                                                                       |
| 第3回                           | 2008年11月11日 | 2回戦                                                                      | 次鋒                                                                       | 生島ヒロシ                                                                 | ○                                                                          | -                                                                          | ×                                                                          | 林家パー子                                                                 | 次鋒                                                                       | 生島ヒロシ                                                                 | 白組                                                                       |
| 第3回                           | 2008年11月11日 | 3回戦                                                                      | 次鋒                                                                       | 生島ヒロシ                                                                 | ○                                                                          | -                                                                          | ×                                                                          | 大久保佳代子(オアシズ)                                                     | 中堅                                                                       | 生島ヒロシ                                                                 | 白組                                                                       |
| 第3回                           | 2008年11月11日 | 4回戦                                                                      | 次鋒                                                                       | 生島ヒロシ                                                                 | ○                                                                          | -                                                                          | ×                                                                          | ベッキー                                                                   | 副将                                                                       | 生島ヒロシ                                                                 | 白組                                                                       |
| 第3回                           | 2008年11月11日 | 5回戦                                                                      | 次鋒                                                                       | 生島ヒロシ                                                                 | ○                                                                          | -                                                                          | ×                                                                          | イルカ                                                                     | 大将                                                                       | 生島ヒロシ                                                                 | 白組                                                                       |
| 第4回                           | 2008年11月18日 | お題「ゲームで対戦していて負けそうになったらすぐにリセットを押しそうな人」 | お題「ゲームで対戦していて負けそうになったらすぐにリセットを押しそうな人」 | お題「ゲームで対戦していて負けそうになったらすぐにリセットを押しそうな人」 | お題「ゲームで対戦していて負けそうになったらすぐにリセットを押しそうな人」 | お題「ゲームで対戦していて負けそうになったらすぐにリセットを押しそうな人」 | お題「ゲームで対戦していて負けそうになったらすぐにリセットを押しそうな人」 | お題「ゲームで対戦していて負けそうになったらすぐにリセットを押しそうな人」 | お題「ゲームで対戦していて負けそうになったらすぐにリセットを押しそうな人」 | お題「ゲームで対戦していて負けそうになったらすぐにリセットを押しそうな人」 | お題「ゲームで対戦していて負けそうになったらすぐにリセットを押しそうな人」 |
| 第4回                           | 2008年11月18日 | 1回戦                                                                      | 先鋒                                                                       | 石原良純                                                                   | ○                                                                          | -                                                                          | ×                                                                          | 蓮舫                                                                       | 先鋒                                                                       | 石原良純                                                                   | 白組                                                                       |
| 第4回                           | 2008年11月18日 | 2回戦                                                                      | 先鋒                                                                       | 石原良純                                                                   | △                                                                          | -                                                                          | △                                                                          | t.A.T.u.                                                                   | 次鋒                                                                       | -                                                                          | 白組                                                                       |
| 第4回                           | 2008年11月18日 | 3回戦                                                                      | 次鋒                                                                       | 藤本敏史(FUJIWARA)                                                         | ×                                                                          | -                                                                          | ○                                                                          | 磯野貴理                                                                   | 中堅                                                                       | 磯野貴理                                                                   | 白組                                                                       |
| 第4回                           | 2008年11月18日 | 4回戦                                                                      | 中堅                                                                       | ラモス瑠偉                                                                 | ○                                                                          | -                                                                          | ×                                                                          | 磯野貴理                                                                   | 中堅                                                                       | ラモス瑠偉                                                                 | 白組                                                                       |
| 第4回                           | 2008年11月18日 | 5回戦                                                                      | 中堅                                                                       | ラモス瑠偉                                                                 | ×                                                                          | -                                                                          | ○                                                                          | マルシア                                                                   | 副将                                                                       | マルシア                                                                   | 白組                                                                       |
| 第4回                           | 2008年11月18日 | 6回戦                                                                      | 副将                                                                       | 中村獅童                                                                   | ×                                                                          | -                                                                          | ○                                                                          | マルシア                                                                   | 副将                                                                       | マルシア                                                                   | 白組                                                                       |
| 第4回                           | 2008年11月18日 | 7回戦                                                                      | 大将                                                                       | 寺門ジモン                                                                 | ○                                                                          | -                                                                          | ×                                                                          | マルシア                                                                   | 副将                                                                       | 寺門ジモン                                                                 | 白組                                                                       |
| 第4回                           | 2008年11月18日 | 8回戦                                                                      | 大将                                                                       | 寺門ジモン                                                                 | ○                                                                          | -                                                                          | ×                                                                          | イルカ                                                                     | 大将                                                                       | 寺門ジモン                                                                 | 白組                                                                       |
| 第5回                           | 2008年11月25日 | お題「カラオケでマイクを持ったら離さなそうな人」                           | お題「カラオケでマイクを持ったら離さなそうな人」                           | お題「カラオケでマイクを持ったら離さなそうな人」                           | お題「カラオケでマイクを持ったら離さなそうな人」                           | お題「カラオケでマイクを持ったら離さなそうな人」                           | お題「カラオケでマイクを持ったら離さなそうな人」                           | お題「カラオケでマイクを持ったら離さなそうな人」                           | お題「カラオケでマイクを持ったら離さなそうな人」                           | お題「カラオケでマイクを持ったら離さなそうな人」                           | お題「カラオケでマイクを持ったら離さなそうな人」                           |
| 第5回                           | 2008年11月25日 | 1回戦                                                                      | 先鋒                                                                       | ほんこん(130R)                                                             | ×                                                                          | -                                                                          | ○                                                                          | 原千晶                                                                     | 先鋒                                                                       | 原千晶                                                                     | 白組                                                                       |
| 第5回                           | 2008年11月25日 | 2回戦                                                                      | 次鋒                                                                       | 伊良部秀輝                                                                 | ○                                                                          | -                                                                          | ×                                                                          | 原千晶                                                                     | 先鋒                                                                       | 伊良部秀輝                                                                 | 白組                                                                       |
| 第5回                           | 2008年11月25日 | 3回戦                                                                      | 次鋒                                                                       | 伊良部秀輝                                                                 | ○                                                                          | -                                                                          | ×                                                                          | 浅香光代                                                                   | 次鋒                                                                       | 伊良部秀輝                                                                 | 白組                                                                       |
| 第5回                           | 2008年11月25日 | 4回戦                                                                      | 次鋒                                                                       | 伊良部秀輝                                                                 | △                                                                          | -                                                                          | △                                                                          | 山本モナ                                                                   | 中堅                                                                       | -                                                                          | 白組                                                                       |
| 第5回                           | 2008年11月25日 | 5回戦                                                                      | 中堅                                                                       | やしきたかじん                                                             | ○                                                                          | -                                                                          | ×                                                                          | 青田典子                                                                   | 副将                                                                       | やしきたかじん                                                             | 白組                                                                       |
| 第5回                           | 2008年11月25日 | 6回戦                                                                      | 中堅                                                                       | やしきたかじん                                                             | ○                                                                          | -                                                                          | ×                                                                          | 清水ミチコ                                                                 | 大将                                                                       | やしきたかじん                                                             | 白組                                                                       |
| 第6回                           | 2008年12月2日  | お題「クリスマスにテンションが上がってサンタの格好をしそうな人」           | お題「クリスマスにテンションが上がってサンタの格好をしそうな人」           | お題「クリスマスにテンションが上がってサンタの格好をしそうな人」           | お題「クリスマスにテンションが上がってサンタの格好をしそうな人」           | お題「クリスマスにテンションが上がってサンタの格好をしそうな人」           | お題「クリスマスにテンションが上がってサンタの格好をしそうな人」           | お題「クリスマスにテンションが上がってサンタの格好をしそうな人」           | お題「クリスマスにテンションが上がってサンタの格好をしそうな人」           | お題「クリスマスにテンションが上がってサンタの格好をしそうな人」           | お題「クリスマスにテンションが上がってサンタの格好をしそうな人」           |
| 第6回                           | 2008年12月2日  | 1回戦                                                                      | 先鋒                                                                       | 彦摩呂                                                                     | ×                                                                          | -                                                                          | ○                                                                          | 西田ひかる                                                                 | 先鋒                                                                       | 西田ひかる                                                                 | 紅組                                                                       |
| 第6回                           | 2008年12月2日  | 2回戦                                                                      | 次鋒                                                                       | 清水アキラ                                                                 | ○                                                                          | -                                                                          | ×                                                                          | 西田ひかる                                                                 | 先鋒                                                                       | 清水アキラ                                                                 | 紅組                                                                       |
| 第6回                           | 2008年12月2日  | 3回戦                                                                      | 次鋒                                                                       | 清水アキラ                                                                 | △                                                                          | -                                                                          | △                                                                          | 大林素子                                                                   | 次鋒                                                                       | -                                                                          | 紅組                                                                       |
| 第6回                           | 2008年12月2日  | 4回戦                                                                      | 中堅                                                                       | 北村総一朗                                                                 | ×                                                                          | -                                                                          | ○                                                                          | aiko                                                                       | 中堅                                                                       | aiko                                                                       | 紅組                                                                       |
| 第6回                           | 2008年12月2日  | 5回戦                                                                      | 副将                                                                       | 落合福嗣                                                                   | ×                                                                          | -                                                                          | ○                                                                          | aiko                                                                       | 中堅                                                                       | aiko                                                                       | 紅組                                                                       |
| 第6回                           | 2008年12月2日  | 6回戦                                                                      | 大将                                                                       | 松崎しげる                                                                 | ○                                                                          | -                                                                          | ×                                                                          | aiko                                                                       | 中堅                                                                       | 松崎しげる                                                                 | 紅組                                                                       |
| 第6回                           | 2008年12月2日  | 7回戦                                                                      | 大将                                                                       | 松崎しげる                                                                 | ×                                                                          | -                                                                          | ○                                                                          | 谷亮子                                                                     | 副将                                                                       | 谷亮子                                                                     | 紅組                                                                       |
| 第7回                           | 2008年12月9日  | お題「鍋奉行ぽい人」                                                       | お題「鍋奉行ぽい人」                                                       | お題「鍋奉行ぽい人」                                                       | お題「鍋奉行ぽい人」                                                       | お題「鍋奉行ぽい人」                                                       | お題「鍋奉行ぽい人」                                                       | お題「鍋奉行ぽい人」                                                       | お題「鍋奉行ぽい人」                                                       | お題「鍋奉行ぽい人」                                                       | お題「鍋奉行ぽい人」                                                       |
| 第7回                           | 2008年12月9日  | 1回戦                                                                      | 先鋒                                                                       | 川平慈英                                                                   | △                                                                          | -                                                                          | △                                                                          | RICAKO                                                                     | 先鋒                                                                       | -                                                                          | 白組                                                                       |
| 第7回                           | 2008年12月9日  | 2回戦                                                                      | 次鋒                                                                       | 北方謙三                                                                   | ○                                                                          | -                                                                          | ×                                                                          | 大沢あかね                                                                 | 次鋒                                                                       | 北方謙三                                                                   | 白組                                                                       |
| 第7回                           | 2008年12月9日  | 3回戦                                                                      | 次鋒                                                                       | 北方謙三                                                                   | △                                                                          | -                                                                          | △                                                                          | 上沼恵美子                                                                 | 中堅                                                                       | -                                                                          | 白組                                                                       |
| 第7回                           | 2008年12月9日  | 4回戦                                                                      | 中堅                                                                       | カルロス・ゴーン                                                           | △                                                                          | -                                                                          | △                                                                          | はるな愛                                                                   | 副将                                                                       | -                                                                          | 白組                                                                       |
| 第7回                           | 2008年12月9日  | 5回戦                                                                      | 副将                                                                       | 神田正輝                                                                   | ○                                                                          | -                                                                          | ×                                                                          | 泰葉                                                                       | 大将                                                                       | 神田正輝                                                                   | 白組                                                                       |
| 総合結果5勝4敗1分けで白組の勝ち |                |                                                                            |                                                                            |                                                                            |                                                                            |                                                                            |                                                                            |                                                                            |                                                                            |                                                                            |                                                                            |

1. ↑  第6回のみおくまん(カオポイント)
2. ↑  特例で折原に4勝が与えられた

- 罰ゲーム

「♪なんでも紅白歌合戦」で負けた折原みかが、罰ゲームとしてドン・キホーテに視聴者プレゼントの品を自腹で買い出しをする「おりりんパシリ」が行われた。買い出しの品は、次の通りである。
- 近代麻雀あるだけ買い占め→3冊(コンビニにて購入)
- TENGA→LOVEJenga
- バイブレーター→中止
- 折原みかの写真集かDVD、またはエレキコミックのDVD→商品なし。→代用でAVに変更→折原の独断で入浴剤を購入

ドン・キホーテに着くまでの道中に、やついから折原に指令が出された。内容は、次の通りである。
- 「ブス連れて恥ずかしくないですか？」とカップルに言う。(ブスと言えず「腕組んで恥ずかしく…」)
- 「本当、ブスしかいない街だな。」と街中に叫ぶ。

#### 武器ジェネやつい大王を倒せ!!
| 第○回 | 日付          | ○回戦                                        | 残りHP                  | やついいちろう          | HP                      | ‐                       | HP                      | 折原みか                | 残りHP                  | 最終結果                |                         |
| 第1回 | 2009年1月6日  | お題「最強アイドル5人」                      | お題「最強アイドル5人」 | お題「最強アイドル5人」 | お題「最強アイドル5人」 | お題「最強アイドル5人」 | お題「最強アイドル5人」 | お題「最強アイドル5人」 | お題「最強アイドル5人」 | お題「最強アイドル5人」 | お題「最強アイドル5人」 |
| 第1回 | 2009年1月6日  | 1回戦                                        | 100                     | キムラタクヤ            | 27                      | -                       | 11                      | まつだせいこ※           | 100                     | 折原みか                |                         |
| 第1回 | 2009年1月6日  | 2回戦                                        | 89                      | ナカイマサヒロ          | 5                       | -                       | 30                      | やまぐちモモエ          | 73                      | 折原みか                |                         |
| 第1回 | 2009年1月6日  | 3回戦                                        | 59                      | ジャッキー・チェン      | 0                       | -                       | 18                      | まつもとイヨ            | 68                      | 折原みか                |                         |
| 第1回 | 2009年1月6日  | 4回戦                                        | 41                      | ジョニーデップ          | 0                       | -                       | 9                       | あやや                  | 68                      | 折原みか                |                         |
| 第1回 | 2009年1月6日  | 5回戦                                        | 32                      | ジャックバウワー        | 0                       | -                       | 28                      | イナバウアー            | 68                      | 折原みか                |                         |
| 第1回 | 2009年1月6日  | 6回戦                                        | 4                       | ゴウひろみ              | 18                      | -                       | -                       | -                       | 68                      | 折原みか                |                         |
| 第1回 | 2009年1月6日  | 7回戦                                        | 4                       | タモリ                  | 7                       | -                       | -                       | -                       | 50                      | 折原みか                |                         |
| 第1回 | 2009年1月6日  | 8回戦                                        | 4                       | モリタカズヨシ          | 20                      | -                       | 12                      | のりピー                | 43                      | 折原みか                |                         |
| 第1回 | 2009年1月6日  | 結果：-8対23                                 |                         |                         |                         |                         |                         |                         |                         |                         |                         |
| 第2回 | 2009年1月13日 | お題1「最強の都道府県」                      | お題1「最強の都道府県」 | お題1「最強の都道府県」 | お題1「最強の都道府県」 | お題1「最強の都道府県」 | お題1「最強の都道府県」 | お題1「最強の都道府県」 | お題1「最強の都道府県」 | お題1「最強の都道府県」 | お題1「最強の都道府県」 |
| 第2回 | 2009年1月13日 | 1回戦                                        | 100                     | みえ※                   | 33                      | -                       | 19                      | ちば                    | 100                     | やついいちろう          |                         |
| 第2回 | 2009年1月13日 | 2回戦                                        | 81                      | にいがた                | 15                      | -                       | 0                       | 福岡                    | 67                      | やついいちろう          |                         |
| 第2回 | 2009年1月13日 | 3回戦                                        | 81                      | とうきょう              | 22                      | -                       | 35                      | おきなわ                | 52                      | やついいちろう          |                         |
| 第2回 | 2009年1月13日 | 4回戦                                        | 46                      | おおさか                | 10                      | -                       | 20                      | きょうと                | 30                      | やついいちろう          |                         |
| 第2回 | 2009年1月13日 | 5回戦                                        | 26                      | みやざき                | 25                      | -                       | -                       | -                       | 20                      | やついいちろう          |                         |
| 第2回 | 2009年1月13日 | 結果：26対-5（福岡の平仮名表記が37でした。） |                         |                         |                         |                         |                         |                         |                         |                         |                         |
| 第2回 | 2009年1月13日 | お題2「最強の芸人」                          |                         |                         |                         |                         |                         |                         |                         |                         |                         |
| 第2回 | 2009年1月13日 | 1回戦                                        | 100                     | ユリオカQ               | 19                      | -                       | 29                      | とりいみゆき※           | 100                     | 折原みか                |                         |
| 第2回 | 2009年1月13日 | 2回戦                                        | 71                      | さまぁ〜ず              | 19                      | -                       | 14                      | まえだまえだ            | 81                      | 折原みか                |                         |
| 第2回 | 2009年1月13日 | 3回戦                                        | 57                      | もりわきけんじ          | 16                      | -                       | 9                       | もりサンチュウ          | 62                      | 折原みか                |                         |
| 第2回 | 2009年1月13日 | 4回戦                                        | 48                      | ダウンタウン            | 17                      | -                       | 18                      | パイレーツ              | 46                      | 折原みか                |                         |
| 第2回 | 2009年1月13日 | 5回戦                                        | 31                      | らーめんず              | 9                       | -                       | 34                      | はんにゃ                | 28                      | 折原みか                |                         |
| 第2回 | 2009年1月13日 | 結果：-3対19                                 |                         |                         |                         |                         |                         |                         |                         |                         |                         |

※のついたほうが先攻です。

#### 利きコーヒー
やついの答え
- - 1番UCC
  - 2番ジョージア
  - 3番ポッカ
  - 4番WANDA
  - 5番BOSS

正解
- - 1番WANDA
  - 2番ジョージア
  - 3番ポッカ
  - 4番UCC
  - 5番BOSS

結果…5問中3問正解